# Штайн, Хорст Вальтер
Хорст Вальтер Штайн (нем. Horst Walter Stein; 2 мая 1928, Германия — 27 июля 2008, Швейцария) — немецкий дирижёр, педагог.

## Биография
Окончил Кёльнскую Высшую школу музыки, где учился дирижированию у Гюнтера Ванда и композиции у Филиппа Ярнаха. В 1947—1951 гг. репетитор в Вуппертальском городском театре, в 1955 г. по приглашению Эриха Кляйбера стал одним из дирижёров-руководителей Берлинской оперы, в 1961 г. перешёл в Гамбургскую оперу. В 1963—1970 гг. генеральмузикдиректор в Мангейме, в 1969—1971 гг. главный дирижёр Венской государственной оперы. В 1972—1977 гг. генеральмузикдиректор в Гамбурге, также преподавал в Гамбургской Высшей школе музыки. В 1980—1985 гг. музыкальный руководитель Оркестра романской Швейцарии. В 1985—1996 гг. возглавлял Бамбергский симфонический оркестр, в 1987—1996 гг. одновременно Базельский симфонический оркестр. С 1969 по 1986 гг. осуществил 76 постановок в рамках Байройтского фестиваля, в 1985—1989 гг. поставил ряд значительных спектаклей на Зальцбургском фестивале. Основной музыкальной специальностью Штайна считается музыка поздних романтиков: Иоганнес Брамс, Антон Брукнер, Рихард Штраус, Макс Регер.